# Sylvain Marchal
Sylvain Marchal (Langres, 10 febbraio 1980) è un ex calciatore francese, di ruolo difensore.